# Candida humilis
Candida humilis é uma espécie de levedura do gênero Candida. Geralmente ocorre em culturas de fermento e kefir, juntamente com diferentes espécies de bactérias do ácido lático (por exemplo, Lactobacillus fermentum, Lactobacillus paralimentarius, Lactobacillus plantarum e Lactobacillus sanfranciscensis). Candida humilis é a espécie de levedura mais representativa encontrada em ecossistemas de fermento natural tipo I. Os efeitos da força do campo elétrico, largura e frequência do pulso ou formato do pulso são significativos nas membranas de Candida humilis, mas não muito perceptíveis.
Candida humilis foi separada de C. milleri em The Yeasts (quinta edição) em setembro de 2016, embora isso não seja universalmente aceito e ainda sejam considerados sinônimos.